# Harry Merkel
Harry Erich Merkel, nemški dirkač Formule 1, * 10. januar 1918, Taucha bei Leipzig, Nemčija, † 11. februar 1995, Killarney Vale, New South Wales, Avstralija.
V svoji karieri je nastopil le na domači dirki za Veliko nagrado Nemčije v sezoni 1952, kjer se mu z dirkalnikom BMW Eigenbau privatnega moštva ni uspelo kvalificirati na dirko. Umrl je leta 1995.

## Popolni rezultati Formule 1
(legenda) (odebeljene dirke pomenijo najboljši štartni položaj, poševne pa najhitrejši krog, †-uvrščen kljub odstopu)
| Leto | Moštvo       | Šasija       | Motor          | 1   | 2   | 3   | 4   | 5  | 6       | 7   | 8   | Prv | Toč |
| ---- | ------------ | ------------ | -------------- | --- | --- | --- | --- | -- | ------- | --- | --- | --- | --- |
| 1952 | Willi Krakau | BMW Eigenbau | BMW Straight-6 | ŠVI | 500 | BEL | FRA | VB | NEM DNQ | NIZ | ITA | -   | 0   |